# Mariel Zagunis
Mariel Zagunis (Beaverton, Estats Units 1985) és una tiradora d'esgrima estatunidenca, guanyadora de tres medalles olímpiques.

## Biografia
Va néixer el 3 de març de 1985 a la ciutat de Beaverton, població situada a l'estat d'Oregon. És filla dels remers Robert Zagunis i Mariel Zagunis.

## Carrera esportiva
Va participar, als 19 anys, en els Jocs Olímpics d'Estiu de 2004 realitzats a Atenes (Grècia), on va aconseguir guanyar la medalla d'or en la prova individual femenina de sabre. En els Jocs Olímpics d'Estiu de 2008 realitzats a Pequín (República Popular de la Xina) aconseguí revalidar el seu títol olímpic i guanyà la medalla de bronze en la competició de sabre per equips en la primera edició que aquesta disciplina formà part del programa olímpic.
Al llarg de la seva carrera ha guanyat sis medalles en el Campionat del Món d'esgrima, tres d'elles d'or.